# Julroman
En julroman är en berättelse som utspelar sig i advents- eller jultider. Den tillhör oftast genren feelgood men även andra varianter förekommer. Trenden med julromaner har länge varit stark i England (och sägs ha startat med Dickens A Christmas Carol). Många julromaner gavs ut i Sverige under början av 2000-talet, för att sedan nästan helt försvinna under några år. Sedan en tid tillbaka har de dock fått ett uppsving och blivit en populär del av förlagens utgivning. 